# District de Munger
Le district de Munger  (hindi : मुंगेर जिला) est un district de l'état du Bihar, en Inde,

## Géographie
Au recensement de 2011, sa population compte 1 359 054 habitants.
Son chef-lieu est la ville de Munger. 